# Zamunda
Zamunda са род щурци (Gryllidae) от подсемейство Podoscirtinae, триб Aphonoidini.

## Разпространение
Видовете от този рода са разпространени в Южен Китай и на полуостров Малайзия.

## Видове
Род Zamunda включва следните видове:
- Zamunda fuscirostris (Chopard, 1969)
- Zamunda humeralis Gorochov, 2007

## Описание
Дължината на тялото им варира от 9,3 мм (Z. humeralis) до 13 мм (Z. fuscirostris), а с крилата достига до 19 мм. Преднегръда е около 1,7 – 2,1 мм, а задните бедра 7 – 8 мм. Имат жълтеникава окраска, а главата е тъмнокафява, с по-светло оцветяване при Z. humeralis.